# Quercus mongolica
Espèce
Classification phylogénétique
Statut CITES
Quercus mongolica, ou chêne de Mongolie, est une espèce de chênes de la famille des Fagaceae et du genre Quercus. Il s'appelle « chêne de Mongolie », parce que le premier individu décrit de cette espèce se trouvait en Mongolie; mais il n'en existe plus aujourd'hui dans cette contrée.

## Synonymes
- Quercus sessiliflora var. mongolica (Fisch. ex Ledeb.) Franch.
- Quercus kirinensis Nakai
- Quercus mongolica var. typica Nakai (inval.)
- Quercus mongolica f. typica (inval.)

## Sous-espèces
- Quercus mongolica subsp. crispula
- Quercus mongolica subsp. mongolica

## Description
Cet arbre peut atteindre trente mètres de hauteur dans des conditions favorables; mais au nord de sa zone de répartition, au bord de la mer et en montagne, il ne dépasse que rarement les dix ou douze mètres. Sa croissance est lente et il peut vivre plus de trois cent cinquante ans. Il est résistant au froid.

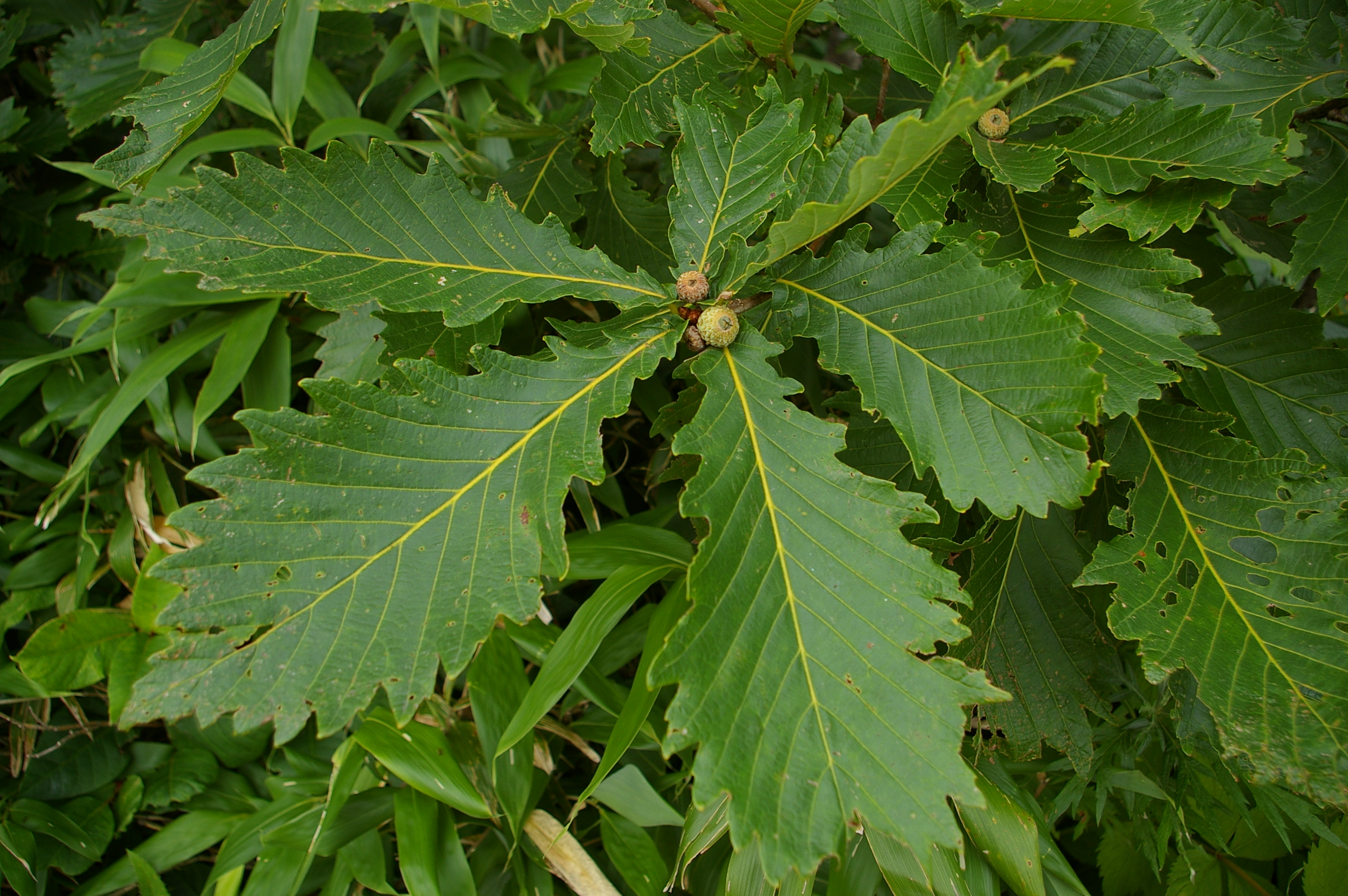
Feuilles de Quercus mongolica.

Les vieilles branches sont d'un brun foncé, les branches jeunes, marron-vert; les non pubescentes, aux nervures tuberculeuses. Les bourgeons sont ovales et pointus. Les feuilles sont denses comme du parchemin. Elles sont sessiles ou sur des tiges courtes ; elles sont de forme oblongue, ovales ou oblongues-ovales. Elles se rétrécissent vers la base, avec des lobes obtus au nombre de sept à neuf, ou de douze, d'une longueur de 10 à 16 cm et d'une largeur de 4 à 8 cm. Sur la face supérieure, elles ne sont pas pubescentes, d'un vert vif, sur la face inférieure elles ont un fond vert clair et pubescent, mais rarement le long des nervures.
Son fruit est un gland presque sessile, au nombre d'un ou deux à l'extrémité des branches. Il est ovoïde, mesure 1,5 cm de long, 1,33 cm d'épaisseur, avec une cupule hémisphérique, légèrement pubescente et couvrant la moitié de la longueur du gland.

## Répartition

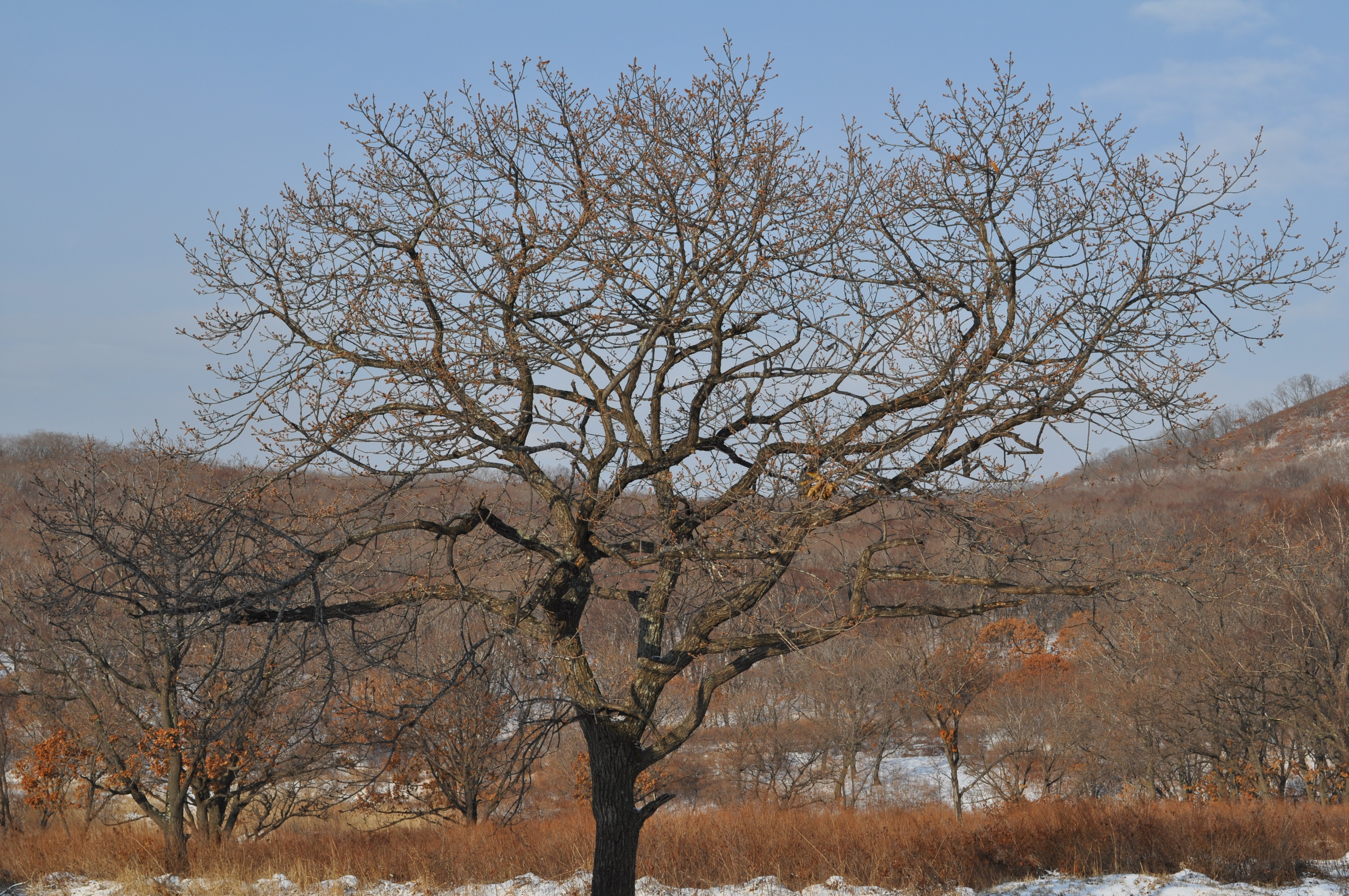
Quercus mongolica en décembre 2009, près de Nakhodka.

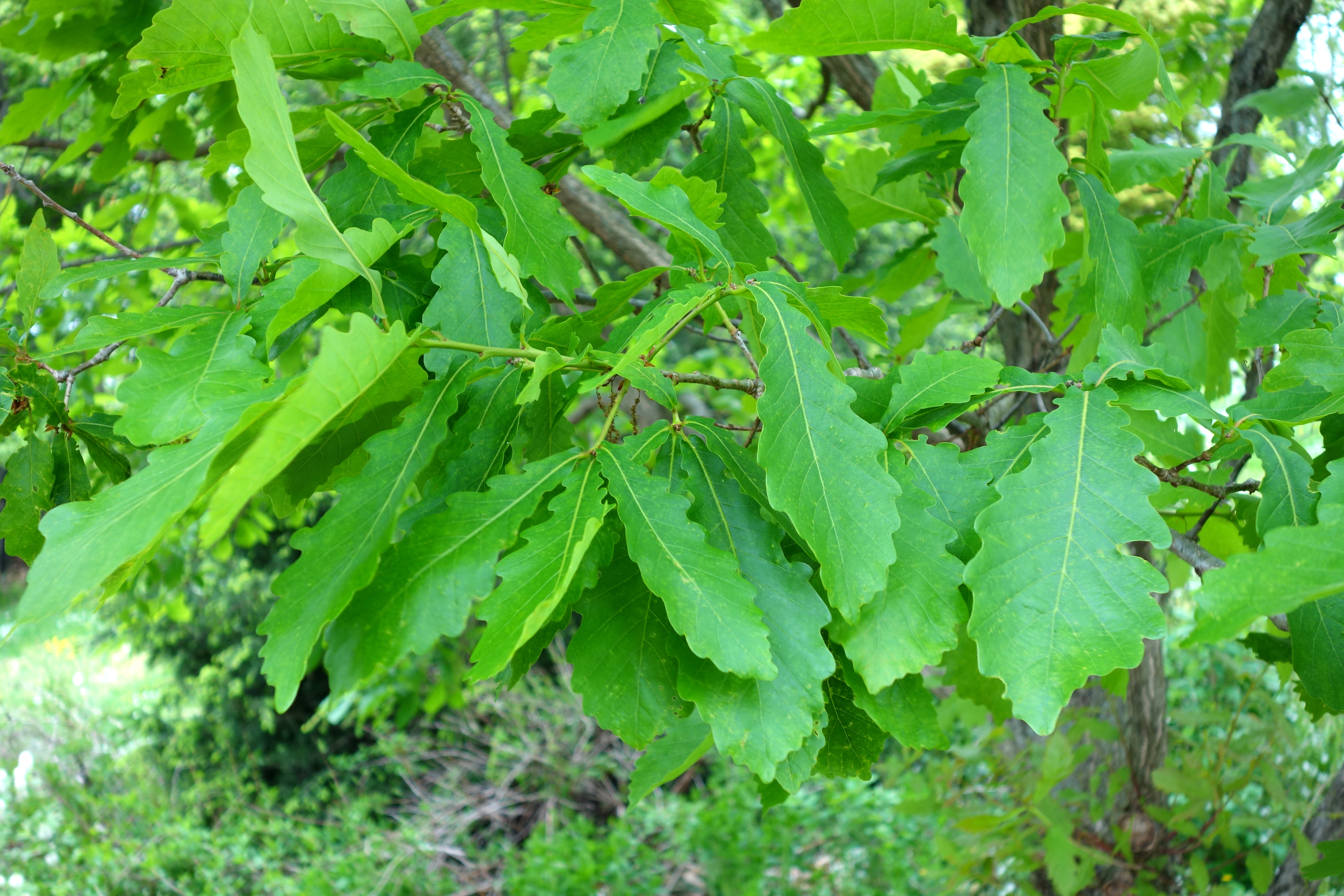
Détail des feuilles.

Quercus mongolica se rencontre au nord-est de la Chine, dans la péninsule de Corée, au Japon (Hokkaido, Honshu) et dans l'Extrême-Orient russe (Primorié, kraï de Khabarovsk, oblast de l'Amour et Sakhaline). En Sibérie orientale, on ne le rencontre que dans le bassin du Bydioumkan en Transbaïkalie.
Au Japon, la sous-espèce Quercus mongolica subsp. crispula, ou simplement Quercus crispula, est nommée mizunara, et est fréquemment utilisée pour la fabrication de fût.
Cet arbre constitue une des espèces d'arbres de forêts de feuillus, les plus communes d'Extrême-Orient. Il pousse aussi en montagne (jusqu'à 1000 mètres d'altitude et jusqu'à 500 mètres d'altitude dans la partie nord de sa zone de répartition) et principalement sur des sols ou des talus pierreux.